# Klevekampen
Der Klevekampen (norwegisch für Kammerfelsen; russisch Гора Сложная Gora Sloschnaja, deutsch ‚Komplizierter Berg‘) ist ein 2780 m hoher, großer und hauptsächlich eisfreier Berg im ostantarktischen Königin-Maud-Land. Er ragt 5 km östlich des Berges Kubus in den Filchnerbergen der Orvinfjella auf.
Anhand von Luftaufnahmen kartiert wurde der Berg bei der Deutschen Antarktischen Expedition (1938–1939) unter der Leitung Alfred Ritschers. Eine neuerliche Kartierung anhand von Vermessungen und weiterer Luftaufnahmen erfolgte bei der Dritten Norwegischen Antarktisexpedition (1956–1960). Wissenschaftler des Norwegischen Polarinstituts benannten ihn 1966.